# Крёстный отец (серия книг)
«Крёстный отец» (англ. The Godfather) — серия криминальных романов об итало-американских мафиозных семьях, в первую очередь о вымышленной семье Корлеоне, возглавляемой Доном Вито Корлеоне, а затем его сыном Майклом Корлеоне. Первый роман «Крёстный отец», написанный Марио Пьюзо, был выпущен в 1969 году. Он был адаптирован в серию из трёх фильмов, которые стали одной из самых известных франшиз в истории кино.
Пьюзо также написал второй роман, «Сицилиец», который был выпущен в 1984 году. Фильм по нему (с удаленными отсылками на первый роман) был выпущен в 1987 году. Марк Вайнгартнер написал следующие два романа, «Возвращение Крёстного отца» и «Месть Крёстного отца», выпущенные в 2004 и 2006 годах соответственно. Эдвард Фалько написал пятый роман, основанный на черновике сценария Марио Пьюзо, под названием «Семья Корлеоне», который также послужил приквелом к первому роману Пьюзо. Он был выпущен в 2012 году.

## Серия романов
| Название                   | Автор            | ISBN          | Дата публикации | Сюжет |
| -------------------------- | ---------------- | ------------- | --------------- | --- |
| Крёстный отец              | Марио Пьюзо      | 0-399-10342-2 | 10 марта 1969   | Семья Корлеоне ведёт борьбу с четырьмя другими мафиозными семьями в Нью-Йорке в годы после Второй Мировой войны. Война видит восхождение младшего сына Дона Вито Корлеоне Майкла, который ранее держал преступное предприятие своей семьи с низким уважением. Когда Вито в конце войны ушёл в отставку, Майкл организует план по переносу базы власти семьи в Лас-Вегас, ликвидировав при этом оставшихся соперников в Нью-Йорке. |
| Сицилиец                   | Марио Пьюзо      | 0-671-43564-7 | ноябрь 1984     | Майкл Корлеоне собирается вернуться из ссылки на Сицилию в конце войны пяти семей. Его отец поручил помочь сицилийскому бандиту Сальваторе Джулиано сбежать с ним в Америку. Подъём Джулиано от обычного сицилийского крестьянина к власти на Сицилии, конкурирующей даже с Мафией, входит в хронику. Тем не менее, Джулиано заводит врагов как в правоохранительных, так и в организованных преступных кругах, и его стремление освободить Сицилию от угнетения в конечном итоге не увенчалось успехом. |
| Возвращение Крёстного отца | Марк Вайнгартнер | 1-4000-6101-6 | 16 ноября 2004  | История поднимается сразу после окончания первого романа. События фильма «Крёстный отец 2» происходят в рамках этого романа, но упоминаются только на заднем плане. Многие персонажи Пьюзо расширены, особенно Фредо Корлеоне, консильери Тома Хагена и Джонни Фонтана, а также представлены новые персонажи, такие как Ник Герачи, Микки Ши, Дэнни Ши и Франческа Корлеоне. Другая половина романа углубляется в роль Майкла в роли дона и его мечту узаконить семью Корлеоне. Роман рассказывает о службе Майкла во Второй Мировой войне, а также о тайной жизни его брата Фредо. Роман показывает, как Сонни, Фредо и Том Хаген присоединяются к семейному бизнесу, а также смерть Питера Клеменцы и Сальваторе Тессио. |
| Месть Крёстного отца       | Марк Вайнгартнер | 0-399-15384-5 | 7 ноября 2006   | Майкл Корлеоне плохо справляется после того, как приказал убить своего брата Фредо и отдал опеку над своими детьми своей бывшей жене Кей Адамс. Майкл и Том Хаген пытаются сорвать планы мести бывшей семьи Корлеоне капореджиме Ника Герачи. Их планы впадают в беспорядок, когда Хагена обвиняют в убийстве своей любовницы. Между тем, организованная преступность борется с активизацией усилий правоохранительных органов во главе с генеральным прокурором Дэнни Ши (исторически аналогичным Роберту Ф. Кеннеди) и его брату, президенту Джимми Ши (аналогичным Джону Ф. Кеннеди). |
| Семья Корлеоне             | Эдвард Фалько    | 0-446-57462-7 | 8 мая 2012      | Приквел, действие которого происходит во времена Великой депрессии, ближе к концу Сухого закона, рассказывает о том, как Вито Корлеоне консолидировал свою власть, чтобы стать самым могущественным доном в Нью-Йорке. Кроме того, в нём рассказывается об инаугурации Сонни Корлеоне в семейный бизнес. Роман также показывает, как Лука Брази стал ассоциироваться с Корлеонами, и знакомит с рядом новых персонажей, в том числе конкурирующим криминальным боссом Джузеппе Марипосой. |

## Хронология
1. Семья Корлеоне (2012) – 1933 — 1934
2. Крёстный отец (1969) – 1945 — 1955
3. Сицилиец (1984) – 1950
4. Возвращение Крёстного отца (2004) – 1955 — 1962
5. Месть Крёстного отца (2006) – 1963 — 1964

## Реакция
К моменту выхода первый роман оставался в списке бестселлеров по версии The New York Times в течение 67 недель и было продано более девяти миллионов копий за два года с момента выпуска.
Серия была продана тиражом 120 миллионов копий.

## Экранизации

### Крёстный отец
Трилогия «Крёстный отец» — одна из самых известных франшиз в истории кино. Первый фильм, выпущенный в 1972 году, является экранизацией одноименного романа Пьюзо. Второй фильм, вышедший в 1974 году, также адаптирует элементы из первого романа — в основном из ранней жизни Вито Корлеоне. Сюжет третьего фильма, выпущенного в 1990 году, не взят ни из одного романа. Романы Вайнгартнера, выпущенные после третьего фильма, включают и объясняют элементы из второго и третьего фильмов. Роман Фалько «Семья Корлеоне» был основан на несозданном сценарии, написанном Пьюзо (предназначенный для четвёртого фильма, который был отменён после смерти Пьюзо).

### Сицилиец
В фильме «Сицилиец», основанном на одноимённом романе Пьюзо, Кристофер Ламберт сыграл главную роль, Сальваторе Джулиано. Из-за проблем с авторскими правами все отсылки на «Крёстных отцов» были удалены, а Майкл Корлеоне и Питер Клеменза не были включены в фильм.

## Суды
К моменту выхода четвертого романа «Месть Крёстного отца» Paramount Pictures подала в суд на поместье Пьюзо за публикацию романа, а также попыталась заблокировать публикацию романа «Семья Корлеоне», утверждая, что она санкционировала публикацию только одного продолжения, «Возвращение Крёстного отца». В иске утверждалось, что роман испортил наследие фильмов и ввёл читателей в заблуждение, полагая, что романы были одобрены Paramount.
С выходом пятого романа «Семья Корлеоне» поместье Пьюзо стремилось удержать Paramount Pictures от производства художественного фильма, основанного на романе. Это было решено, и Paramount получила права на снятие большего количества фильмов о Крёстном отце (по состоянию на начало 2020 года никаких планов не было объявлено).